# 494
Het jaar 494 is het 94e jaar in de 5e eeuw volgens de christelijke jaartelling.

## Gebeurtenissen

### Klein-Azië
- Keizer Anastasius I schaft in het Byzantijnse Rijk de gehate belasting (Chrysargyron) af en hervormt het muntstelsel om meer bronzen munten te slaan.

### Europa
- Avitus van Vienne wordt in navolging van zijn vader bisschop van Vienne. Hij bestrijdt in het Bourgondische Rijk het arianisme en bekeert de bevolking moeizaam tot het christendom.
- Rusticus van Lyon wordt benoemd tot aartsbisschop van Lyon. Hij is een achterkleinzoon van de heilige Eucherius.

### Italië
- Paus Gelasius I roept in Rome een synode bijeen, hierin doet hij uitspraak over de scheiding tussen kerk en staat. Tevens worden de kerkvaders en de apocriefe geschriften bepaald.
- Gelasius I verbiedt het heidense feest Lupercalia, dat rond dit jaar nog erg populair is onder christenen. Hij probeert de festiviteiten af te schaffen en te vervangen door Maria-Lichtmis.

### China
- Keizer Xiao Wendi verplaatst Datong, hoofdstad van de Noordelijke Wei, naar Luoyang. Hij vestigt er zijn residentie, hierdoor wordt ook de verbreiding van het boeddhisme bevordert.
- Luoyang wordt het spiritueel centrum van Oost-Azië. In de hoofdstad worden tijdens het bewind van Xiao Wendi niet minder dan 1367 boeddhistische kloosters gebouwd.
- In de Grotten van Longmen begint men met de tempelbouw. Beeldhouwers vervaardigen vele Boeddhabeelden en inscripties dat het precieze aantal niet te bepalen is.

## Overleden
- Constantius van Lyon, priester en redenaar
- Totori Nyantsen, koning van Tibet